# Angry Birds 2
Angry Birds 2  (с англ. — «Злые птицы 2»), ранее известная как Angry Birds Under Pigstruction — видеоигра 2015 года в жанре аркады, разработанная финской компанией Rovio Entertainment и являющаяся тринадцатой игрой в серии Angry Birds, а также прямым продолжением оригинальной Angry Birds. В игре появляется новая птица по имени Серебрянка, заклинания вместо бонусов или Power-Ups’ов, а действие происходит на многоэтапных уровнях. 5 марта 2015 года игра была представлена ограниченному кругу лиц в канадском App Store, магазине приложений для iOS, под названием Angry Birds Under Pigstruction, а 30 июля 2015 года игра вышла во всем мире на системах iOS и Android. В течение первых 12 часов игра была загружена пользователями более 1 миллиона раз, спустя ещё сутки она достигла 5 миллионов скачиваний. Спустя 5 дней и 12 часов пришло ещё два известия: игра была скачана 20 миллионов раз, и ещё то, что все игроки в сумме использовали рогатку более 1,4 миллиарда раз за неделю после выхода игры. 9 августа стало известно, что все игроки в сумме прошли 300 миллионов уровней. 13 августа пришла ещё новость: игра была скачана 30 миллионов раз.
Эта часть стала первой, которая получила порядковый номер. Речь идёт о борьбе птиц со свиньями, которые воруют их яйца.

## Игровой процесс

Пример игрового процесса

Основной принцип игры не изменился. Пользователям предлагают таранить укрепления свиней, составленные из различных материалов, стреляя по ним из рогатки птицами-снарядами. Среди нововведений — возможность выбирать, какими птицами выстрелить (раньше нужно было запускать их во врагов в определённом порядке), а также специальные заклинания — например, можно завалить свиней кучей золотых уточек или обернуть все укрепления в лёд. Время от времени встречаются битвы с боссами. И птицы и заклинания теперь обозначаются на карточках. Из всей колоды одновременно доступны три. Материал, уязвимый к атакам выбранной птицы, подсвечивается. Успехи выражаются в очках и звездах.
Новая птица Серебрянка при активации своей способности делает мертвую петлю в воздухе и стремительно падает вниз. Красная птица Ред получил способность разбрасывать предметы своим криком.
В игру введён процент разрушения, который измеряет разрушения и при заполнении дает новую карточку, как правило, аналогичную последней использованной. В случае неудачи теперь можно перезапустить уровень, заплатив определённое количество самоцветов, получаемых за прохождение игры или внесением платы реальными деньгами. Если самоцветов не хватает, игрок может переиграть уровень, потеряв одну жизнь. Жизней изначально дается 5 и со временем утраченные возобновляются.
Angry Birds 2 имеет систему достижений и соревнований с друзьями. По завершении 25 уровней открывается доступ к Арене, где можно соревноваться с другими игроками со всего мира, проходя бесконечные уровни со сменными подуровнями. Подобно Angry Birds Epic, участники распределяются по лигам, согласно своими успехами. Между уровнями или за участие в Арене игрок находит перья, которые повышают уровень определённой птицы. Усовершенствованные птицы приносят больше очков.
Графика стала более детализированной и анимированной. Так перед началом каждого уровня можно увидеть, как складываются укрепления, а после атаки обломки и свиньи могут «вылетать в экран». Перед битвами с боссами демонстрируются анимированные вставки. На уровнях встречаются вспомогательные объекты, как цветы, которые выбрасывают упавшие на них обломки и свиней в том направлении, куда выставлен цветок.
Сразу после выпуска стали доступны 9 эпизодов: Feathery Hills, New Pork City, Eggchanted Woods, Chirp Valley, Shangham, Greasy Swamp, Greenerville, Steakholm, Misty Mire.

## Критика
| Сводный рейтинг       | Сводный рейтинг |
| Агрегатор             | Оценка          |
| --------------------- | --------------- |
| GameRankings          | 65,92 %         |
| Metacritic            | 66/100          |
| «Критиканство»        | 57/100          |
| Иноязычные издания    |                 |
| Издание               | Оценка          |
| IGN                   | 6,7/10          |
| Jeuxvideo.com         | 14/20           |
| The Guardian          | [ 7 ]           |
| Forbes                | 4/10            |
| Русскоязычные издания |                 |
| Издание               | Оценка          |
| «IGN Россия»          | 6,5/10          |
| StopGame.ru           | проходняк       |
| «Игры Mail.ru»        | 6/10            |

По данным агрегаторов рецензий, игра получила в основном оценки несколько выше средних. Рейтинги игры составили: на GameRankings — 65,92 %, на Metacritic — 66/100, на «Критиканстве» — 57/100.
Высокой оценки удостоились практически все элементы игры: геймплей, дизайн уровней, графика и звук. При этом основным недостатком игры критики назвали переход на систему монетизации freemium, из-за агрессивного характера которой сильно страдает игровая атмосфера, что особенно сильно проявляется в процессе игры на более сложных уровнях.
По мнению издания Kotaku, игра являет собой «худший вид free-to-play»: игроку доступно пять жизней, которые пополняются по таймеру. После исчерпания жизней, игрок должен ждать. Жизни тратятся, когда у игрока кончатся карты с птицами до окончания уровня. Во время ожидания пополнения жизней игрок может играть в режимах турнира или выживания с определённым набором карт с птицами, однако начать игру в этих режимах игрок может только раз в три часа. Если игрок не хочет ждать, он может купить дополнительные жизни за самоцветы, некоторое количество которых выдается игроку бесплатно после загрузки игры. После исчерпания первоначальных самоцветов игрок может либо купить самоцветы за реальные деньги, либо получить их бесплатно после просмотра видео рекламного характера.